# Douglas Beal
Douglas 'Doug' Beal (Cleveland, Estados Unidos, 4 de marzo de 1947) es un exjugador y exentrenador de voleibol estadounidense, actual director ejecutivo de USA Volleyboll.

## Biografía
Jugador de voleibol por los Castaños de la Ohio State University y la Selección de Estados Unidos entre 1970 y 1976, en 1971 es nombrado entrenador de los Bowling Green Falcons de la universidad estatal de Bowling Green y el año siguiente entrenador de los Castaños. En 1977 toma el mando de la selección de Estados Unidos con la cual consigue ganar la medalla de oro en los Juegos Olímpicos de Los Ángeles 1984, el primer título olímpico en la historia de la selección; tras la victoria deja el banquillo y entra en el directivo del equipo. Regresa a trabajar como entrenador en 1990 en el Volley Gonzaga Milano por dos temporadas ganando el 1990 y siendo derrotado por dos veces en la final de la Copa de Italia.
Nuovamente es nombrado seleccionador de los Estados Unidos en 1997 y disputa otros dos ediciones de los Juegos Olímpicos, la de Sídney 2000 acabada en última posición y la de Atenas 2004 donde es derrotado por la selección de Rusia en la final por el bronce. En 2005 deja definitivamente el trabajo de entrenador y se convierte en el director ejecutivo de USA Volleyboll.
El 6 de junio de 1987, día de la inauguración de la sede de la Volleyball Hall of Fame, es elegido por el discurso inaugural y en 1989 es incluido en el mismo salón de la fama en la categoría entrenadores.

## Palmarés
- Campeonato Mundial de Clubes (1): 1990